# Piotry (Białoruś)
Piotry (biał. Пятры, Piatry; ros. Петры, Pietry) – wieś na Białorusi, w obwodzie grodzieńskim, w rejonie lidzkim, w sielsowiecie Trzeciakowce, przy drodze magistralnej M6.

## Historia
W XIX i w początkach XX w. położone były w Rosji, w guberni wileńskiej, w powiecie lidzkim, w gminie Dokudowo.
W dwudziestoleciu międzywojennym leżały w Polsce, w województwie nowogródzkim, w powiecie lidzkim, w gminie Dokudowo. W 1921 miejscowość liczyła 180 mieszkańców, zamieszkałych w 30 budynkach, w tym 166 Polaków i 14 Białorusinów. 96 mieszkańców było wyznania rzymskokatolickiego i 84 prawosławnego.
Po II wojnie światowej w granicach Związku Sowieckiego. Od 1991 w niepodległej Białorusi.